# ماريو أمايا
ماريو أمايا (بالإنجليزية: Mario Amaya)‏ هو صحفي أمريكي، ولد في 6 أكتوبر 1933 في بروكلين في الولايات المتحدة، وتوفي في 29 يونيو 1986 في لندن في المملكة المتحدة.